# 七宗町立七宗中学校
七宗町立七宗中学校（ひちそうちょうりつ ひちそうちゅうがっこう）は、岐阜県加茂郡七宗町にある公立の中学校。

## 概要
校舎は2025年（令和7年）3月に廃校となった上麻生中学校校舎を転用している。開校時の生徒数は64名。
七宗町では、1981年（昭和56年）にPTAから統合中学校建設について町、議会に要望書が提出される。建設準備委員会、建設審議会が開催されたが合意に至らず白紙化。その後2008年（平成21年）七宗町立中学校統合検討委員会が開催された。2021年（令和3年）6月の七宗町議会の質疑応答で、加納福明町長より小学校、中学校それぞれの統合、または小中一貫校の設立を、5年後を目処に方向性を出すことが答えられ、2023年（令和5年）には、将来的には小中一貫校（義務教育学校）とするが、過去に統合がうまくいかなかったことを踏まえ、小学校と中学校をそれぞれ統合（町内に小学校1校と中学校1校）し、上麻生中学校校舎を改修し統合中学校、神渕中学校校舎を改修し統合小学校を設置することとなる。

## 就学区域
- 七宗町全域

## 沿革
- 2025年（令和7年）
  - 4月1日 - 開校[4]。
  - 4月8日 - 開校式を行う[1]。

## 進学前小学校
- 七宗町立上麻生小学校
- 七宗町立神渕小学校